# Nagy János (ökölvívó)
Nagy "Csonttörő" János (Győr, 1975. január 27.–) világbajnok ökölvívó, olimpikon, edző. 

## Személyes adatok
1988–2001 között volt amatőr ökölvívó versenyző. 2001–2006 között profi ökölvívóként versenyzett. Beceneve: "Csonttörő" – "Bonecracker". 2005-ben, és 2009-ben gyermekei születtek. 2006-ban elvette első feleségét. 2009-ben kezdte meg edzői pályafutását, ami jelenleg is tart. 2018-ban újranősült, majd 2021-ben elvált.

## Életrajz
Középiskolai tanulmányai alatt kitanulta a pékmesterséget, majd ökölvívó edzői képesítést szerzett. Ökölvívó pályafutását 1988-ban, 13 évesen kezdte amatőrként, a Győri Dózsa színeiben, ahol nevelőedzője Őri József lett. Élete első mérkőzését serdülő korcsoportban, 37 kg-ban vívta, míg az utolsót már felnőttként, 25 évesen, 57 kg-ban.
2001-ben csatlakozott a profi ökölvívók táborához, ahol versenyzői pályafutását Klein Csaba edző kísérte végig.  A "Csonttörő" (Bonecracker) becenevet is profiként kapta, erős ütései, rámenős, rakkolós ökölvívó technikája miatt. 25 mérkőzést vívott, melyből 24-et nyert meg, és csupán egyet veszített el. Csatái 56%-ban (24 győzelméből 14-ben) idő előtt, kiütéssel sikerült győzedelmeskednie. 2006-ban, több száz amatőr, és 25 profi mérkőzést maga mögött hagyva, visszavonult a versenyzéstől.
2006-ban nősült meg először. Első feleségétől két lánygyermeke született, Rebeka 2005-ben, Henrietta 2009-ben.
2009-ben kezdett edzőként dolgozni. Néhány évig a zsámbéki medencében, majd 2013-tól 2022-ig a HHKA S.E. ökölvívó szakosztályának vezetőedzőjeként tevékenykedett. 
2018-ban házasodott újra. Második felesége Nagy-Szabó Juli ökölvívó és funkcionális edző volt, aki kezdetekben tanítványa, versenyzője, majd 2014-től edzőkollégája lett. Bár házasságuk véget ért, szakmai kapcsolatuk azóta is töretlen. Jelenleg is együtt dolgoznak Budapesten, a TJ's FightFamilyben. 

Edzői pályafutásában is egyre szebb eredményeket ér el, több magyar bajnoki címet szereztek tanítványai. Kinevelt már női elite magyar bajnokot, számos felnőtt-, valamint korosztályos ezüst-, és bronzérmes sportolót. Eddigi legnagyobb edzői eredménye, hogy a 2018-as női elit Európa Bajnokságon részt vett tanítványa.
"Életem a boksz
A gondviselés kegyes volt, és rásodort arra a pályára, melynek életem legmeghatározóbb, legfontosabb, és legkellemesebb élményeit köszönhetem.
Most már én vagyok az, aki igyekszem rávezetni tanítványaimat a siker útjára. Legyen szó kezdő, haladó, vagy versenyző szintű sportolóról, mindenki számára megtaláljuk azt, amiért bele szeret a sportágba, és elköteleződik az ökölvívás iránt.
Engem egy életre rabul ejtett!"
NAGY JÁNOS HIVATALOS OLDAL·2019. DECEMBER 28., SZOMBAT

## Főbb eredményei
Amatőr pályafutása jelentősebb eredményei:
- Magyar Bajnokság /Junior (most ifjúsági)/: 1. helyezés, 1993.
- Európa Bajnokság /Junior (ifi)/: 2. helyezés, 1993.
- Magyar Bajnokság /Felnőtt (elit)/: 2. helyezés, 1994.
- Négyszeres Elit Magyar Bajnok
- Atlantai Olimpia: 6. hely, 1996.
- Elit Európa Bajnokság, Minszk: 3. helyezés, 1998.

Profiként elért jelentősebb eredményei:
- Magyar Bajnok, 2002.
- WBO Kisvilágbajnoki címszerzés, 2003.
- WBO Kisvilágbajnoki címvédés, 2003.
- WBO-WBA Kisvilágbajnoki címegyesítés, 2004.
- IBC Világbajnoki címszerzés, 2004.
- Több világbajnoki címvédés, 2004-2006. között

## Hivatalos elérhetőségei

### Instagram
- [5] Nagy "Csonttörő János – @csonttoro_official

https://www.instagram.com/csonttoro_official/
- [6] Csonttörő team – @csonttoro_team

https://www.instagram.com/csonttoro_team/

### Facebook
- [7] Nagy Csonttörő János hivatalos oldal – @csonttoroofficial

https://www.facebook.com/pg/csonttoroofficial
- [8] Csonttörő Team – @csonttorojani

https://www.facebook.com/pg/csonttorojani

## Elérhető videói (mérkőzései, interjúi)
- [9] "Tanulj Te is Nagy „Csonttörő" János profi világbajnoktól!" 2016.   https://www.youtube.com/watch?v=RKAqn99Gw7U
- [10] Nagy "Csonttörő" János vs. Hamid Milou mérkőzés, 2002.   https://www.youtube.com/watch?v=_VyMd1mpwCM
- [11] Nagy "Csonttörő János vs. Dos Santos mérkőzés, 2004.   https://www.youtube.com/watch?v=9dywtGqxUHQ
- [12] Nagy "Csonttörő" János vs. Said Chiddy mérkőzés, 2005.   https://www.youtube.com/watch?v=bqXDQ2Z7iVY
- [13] Nagy "Csonttörő" János vs. Barrios mérkőzés, 2006.   https://www.youtube.com/watch?v=v_VjJ4N_IG0
- [14] "Mi lett veled Csonttörő Jani?" Tv2, Napló, 2010.   https://www.youtube.com/watch?v=7IUB0P7JphE
- [15] "Nagy "Csonttörő" János volt a Dinó Sporthíradó vendége" Sport Dinó 2012.   https://www.youtube.com/watch?v=Ecl65-P2UzI
- [16]  Digi Sport, Reggeli Start, 2013.   https://www.youtube.com/watch?v=p7ImQ_WUSiA
- [17] Sport Tv, Fightpont Küzdősport Magazin, 2014. Nagy János, és csapata 5 perc 10 másodperctől megtekinthető   https://www.youtube.com/watch?v=eTyJFHnaSok
- [18] Sport TV, Fightpont Küzdősport Magazin – 2015. szeptember, Nagy János, és csapata 3 perc 10 másodperctől látható  https://www.youtube.com/watch?v=4I0SvfgtxxM
- [19] Nagy János volt a Dinó Sporthíradó vendége, 2016.   https://www.youtube.com/watch?v=caqDS6cU07c
- [20] Fightpont Küzdősport Magazin, Sport TV – 2017. február   https://www.youtube.com/watch?v=sfEZRkRznVI
- [21] Kempómagazin, Sport TV – 2018. szeptember   https://www.youtube.com/watch?v=lwZ5_sZnYzo
- [22] Kempómagazin, Sport TV – 2019. szeptember Nagy János, és tanítványai 5 perc 58 másodpertől nézhetőek meg   https://www.youtube.com/watch?v=1SwFV3WCGHs&t=358s

## Profi eredményei részletesen
| Pro Boxing Career | 25 bouts |

| date | opponent               | w-l-d   |                                   | result |     |
| --- | ---------------------- | ------- | --------------------------------- | ------ | --- |
| 2006-05-20 | Jorge Rodrigo Barrios  | 45 2 1  | Staples Center, Los Angeles       | L      | KO  |
| World Boxing Organisation World Super Feather Title                                                                                   |                        |         |                                   |        |     |
| 2006-04-22 | Evgeny Strausov        | 13 5 0  | ASE Sporthall, Paks               | W      | PTS |
| 2005-09-10 | Toncho Tonchev         | 33 3 0  | Fönix Sport Centre, Debrecen      | W      | UD  |
| 2005-06-11 | Yuri Romanovich        | 10 1 0  | Harangi Imre Sporthall, Nyiradony | W      | UD  |
| 2005-05-07 | Said Chiddy            | 14 3 0  | ASE Sporthall, Paks               | W      | KO  |
| 2004-12-18 | Julio Pablo Chacon     | 51 6 0  | University Sporthall, Győr        | W      | UD  |
| 2004-09-25 | Aurel Popa             | 11 8 1  | City Sporthall, Nagykallo         | W      | KO  |
| 2004-06-12 | Zukile Khandisa        | 14 4 0  | Westend City Center, Budapest     | W      | KO  |
| World Boxing Organisation Inter-Continental Super Feather Title                                                                       |                        |         |                                   |        |     |
| 2004-04-17 | Jairo Moura dos Santos | 17 3 0  | Fönix Sport Centre, Debrecen      | W      | UD  |
| 2004-02-21 | Kirkor Kirkorov        | 24 5 0  | Sport & Leisure Centre, Tapolca   | W      | UD  |
| vacant World Boxing Association Inter-Continental Super Feather Title World Boxing Organisation Inter-Continental Super Feather Title |                        |         |                                   |        |     |
| 2003-10-25 | Julio Pablo Chacon     | 48 3 0  | City Sporthall, Szolnok           | W      | TKO |
| World Boxing Organisation Inter-Continental Super Feather Title                                                                       |                        |         |                                   |        |     |
| 2003-09-06 | Peter Feher            | 19 34 8 | Uj-Szeged Sporthall, Szeged       | W      | KO  |
| 2003-05-10 | Victor Hugo Paz        | 70 33 3 | City Sporthall, Miskolc           | W      | UD  |
| vacant World Boxing Organisation Inter-Continental Super Feather Title                                                                |                        |         |                                   |        |     |
| 2003-03-14 | Karoly Lakatos         | 4 12 0  | Polus Center, Budapest            | W      | KO  |
| 2002-11-22 | Laszlo Bognar          | 29 6 2  | City Sporthall, Papa              | W      | UD  |
| vacant Hungary Super Feather Title |                        |         |                                   |        |     |
| 2002-10-05 | Hamid Milou            | 4 7 0   | Fönix Sport Centre, Debrecen      | W      | TKO |
| 2002-06-08 | Anton Kubov            | 0 6 0   | National Sporthall, Budapest      | W      | KO  |
| 2002-05-07 | Rakhim Mingaleyev      | 24 27 0 | Dubai                             | W      | UD  |
| 2002-04-12 | Nicolae Doru           | 1 1 0   | Polus Center, Budapest            | W      | KO  |
| 2002-03-01 | Ionel Ilie             | 0 10 0  | Imperial Gym, Budapest            | W      | KO  |
| 2001-11-09 | Florin Oanea           | 5 13 3  | Loznica                           | W      | UD  |
| 2001-10-20 | Anton Glofak           | 1 42 3  | Lovarda, Debrecen                 | W      | TKO |
| 2001-09-21 | Imrich Parlagi         | 2 53 2  | Imperial Gym, Budapest            | W      | TKO |
| 2001-09-15 | Peter Takac            | 1 0 1   | Hotel Atlantic Palace, Agadir     | W      | KO  |
| 2001-06-08 | Anton Vontszemu        | 1 7 0   | Imperial Gym, Budapest            | W      | KO  |

## Boxrec.com
| Janos Nagy | Janos Nagy | Janos Nagy | Janos Nagy |
| ---------- | ---------- | ---------- | ---------- |
| ID# 066239 |            |            |            |
| Pro Boxing |            |            |            |

| 24     | 1     | 0 |
| 14 KOs | 1 KOs |   |

| Pro Boxing |     |
| bouts      | 25  |
| rounds     | 137 |
| KOs        | 56% |

| status      | inactive           |
| career      | 2001-2006          |
| alias       | Bonecracker        |
| born        | 1975-01-27         |
| nationality | Hungary            |
| debut       | 2001-06-08         |
| division    | super feather      |
| stance      | southpaw           |
| height      | 5′ 4″ / 162cm      |
| residence   | Budakeszi, Hungary |
| birth place | Győr, Hungary      |